# Zenit

Beziehung zwischen Zenit, Nadir und Horizont

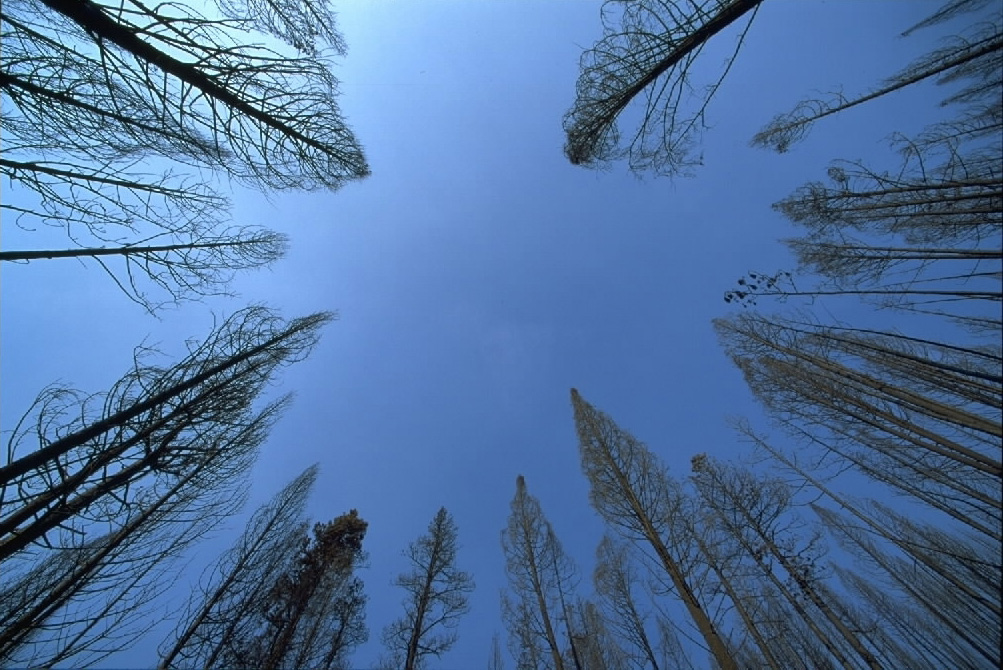
Gerade gewachsene Bäume weisen zum Zenit am Himmel.

Am subsolaren Punkt (hier am 17. September mittags in Singapur) steht die Sonne im Zenit; der Schattenwurf ist senkrecht.

Der Zenit ist die nach oben verlängerte Lotrichtung eines Standortes. Die Gegenrichtung nennt sich Nadir („Fußpunkt“). Diese Achse definiert die Horizontebene als deren Normale. Zusammen mit den Himmelspolen ist der Zenit die Basis für Astronomische Koordinatensysteme.
Der Name kommt vom arabischen سمت الرأس / samt ar-raʾs / ‚Richtung des Kopfes‘. Durch Schreibfehler und falsche Lesarten wurde in mittelalterlichen Texten aus samt die Schreibweise cemt oder zemt und daraus cenit beziehungsweise zenit.
Die Geodäsie betrachtet die Lotabweichung zwischen dem Zenit und der vereinzelt ellipsoidischer Zenit genannten Normalen auf das Referenzellipsoid.